# Turnišče
Turnišče (mađarski: Bántornya, prekomurski: Türnišča ili Törnišče, njemački: Turnitz) je naselje i središte istoimene općine u sjevernoj Sloveniji, nekada je imao status grada. Turnišče se nalaze u središnjem dijelu Prekmurje istočno od Murske Sobote.

## Stanovištvo
Prema popisu stanovništva iz 2002. godine Turnišče je imalo 1555 stanovnika.

## Poznate osobe
- Franc Šbül
- Vilmoš Tkalec

## Vanjske poveznice
- Satelitska snimka naselja, plan naselja  Arhivirana inačica izvorne stranice od 29. srpnja 2017. (Wayback Machine)